# Калафат
Калафат (на румънски: Calafat) е град, с ранг на община, в Окръг Долж, регион Олтения, Румъния. Населението на града е 17 336 души (по данни от преброяването от 2011 г.).
Пристанище на река Дунав. Наблизо са румънските острови Голям Калафат и Малък Калафат. Между Калафат и насрещния град Видин, България е изграден ферибот за железопътни вагони и автомобили, а от юни 2013 г. двата града са свързани и с пътния и железопътен Мост „Нова Европа“.

## История
Една от хипотези е, че градът е основан през XIV век от генуазиански колонисти, които са наемали голям брой работници за ремонт на кораби, поради това и произлиза от работниците калфатери (араб. kafr – пълнене на фугите между дъските на кораба).

## Разни
Издава се регионален вестник Вестник Калафат Архив на оригинала от 2010-05-10 в Wayback Machine..

## Личности
- Николае Дашчовци (1888 – 1969), юрист, историк, публицист.
- Георге Попеску (1967), футболист.
- Стефан Йордаче (1941 – 2008), актьор.
- Даилиу Марку (1885 – 1966), архитект.

## Снимки
- Паметник за загиналите войници за независимост

## Побратимени градове
- Видин, България
- Зайчар, Сърбия